# Nachal Schacha
Nachal Schacha (hebrejsky נחל סככה) je vádí na Západním břehu Jordánu, v Judské poušti.
Začíná v nadmořské výšce okolo 400 metrů jihovýchodně od hory Har Montar v kopcovité krajině Judské pouště. Směřuje k jihovýchodu a klesá do nevelké pouštní planiny Bik'at Hurkanija. Zde se stáčí k severovýchodu, od západu zleva přijímá vádí Nachal Bavana a dále klesá do příkopové propadliny Mrtvého moře. Zde ústí cca 3,5 kilometru jihozápadně od izraelské osady Kalija zprava do vádí Nachal Kumran, které jeho vody odvádí do Mrtvého moře.